# Bahnhof Valencia Norte

Der Bahnhof Valencia Norte (Estación del Norte, Estació del Nord) ist der Hauptbahnhof der spanischen Stadt Valencia. In ihm treffen sich alle Bahnlinien mit iberischer Spurweite, die normalspurigen Gleise enden am Bahnhof Valencia Joaquín Sorolla. Anders als der Name andeutet, liegt der Bahnhof im Süden der Innenstadt. Die örtliche Stierkampfarena befindet sich in unmittelbarer Nähe.

## Geschichte
Der Bahnhof wurde nach elfjähriger Bauzeit 1917 durch die Compañía de los Caminos de Hierro del Norte als Kopfbahnhof eröffnet, nachdem bereits seit 1851 an derselben Stelle ein Bahnhof bestand. Nach der Verstaatlichung der Bahngesellschaft gelangte der Bahnhof 1987 in Besitz der RENFE, und nach der von der EU verordneten Aufspaltung von Betrieb und Infrastruktur ist nun die spanische Infrastrukturgesellschaft Adif für den Betrieb am Bahnhof zuständig. 1987 wurde das Empfangsgebäude unter Denkmalschutz gestellt und als „Gebäude mit nationaler Bedeutung“ bezeichnet.
Mit der Eröffnung der regelspurigen Schnellfahrstrecken Madrid–Levante und Valencia–Alicante mit dem Interimsbahnhof Valencia Joaquín Sorolla erlitt die Estación del Norte im Fernverkehr einen leichten Bedeutungsverlust, bleibt jedoch größter Bahnhof der Stadt. Neben den neu eingeführten AVE nach Madrid verkehren auch die Fernzüge Euromed zwischen Barcelona und Alicante und Alaris ab Joaquin Sorolla. Die Regelspurstrecken Richtung Madrid und Alicante sind wegen der Lage der Spurwechselanlage von Valencia Norte aus nicht ohne zusätzliche Rangierfahrten erreichbar.
In einem ursprünglich auf 2014 veranschlagten Projekt sollen die beiden Bahnhöfe Valencias zur neuen Parc Estació zusammengeführt werden, wobei das Empfangsgebäude der Estació del Nord beibehalten wird.

## Verkehr

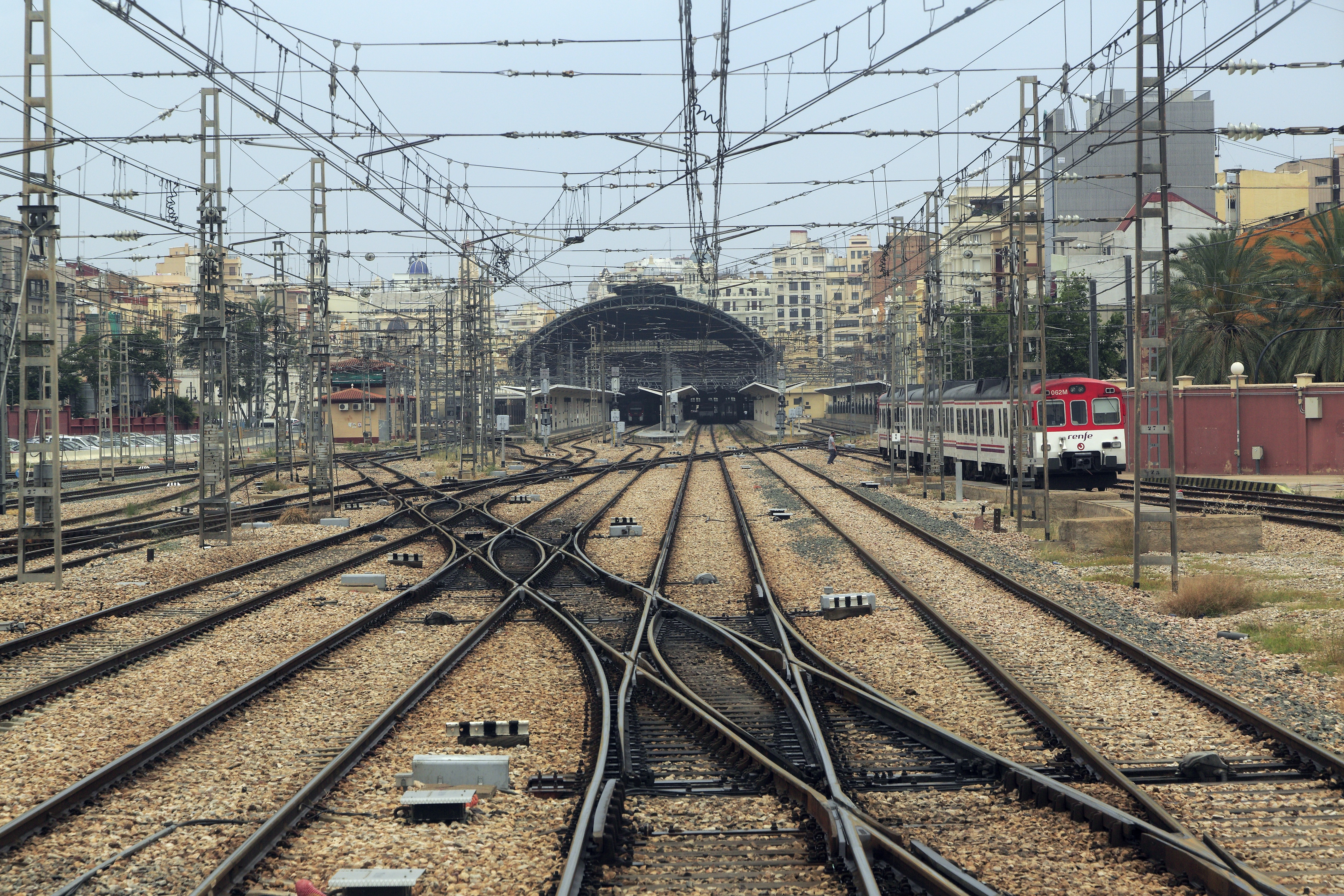
Bahnsteighalle von Süden

Der operative Verkehr auf den zehn Gleisen obliegt der RENFE. 

### Fernverkehr
Ab Valencia Norte verkehren nunmehr breitspurige Fernverkehrszüge der Marke Talgo. Sie verbinden Valencia mit Barcelona Sants und Barcelona França einerseits und Murcia, Granada, Sevilla Santa Justa und Cartagena auf der anderen Seite.

### Media Distancia
Im Media Distancia-Verkehr der RENFE wird Valencia Norte nur durch Intercity- und Regional Exprés-Züge erschlossen, sie verkehren nach Cartagena, Zaragoza, Madrid-Chamartín, Madrid-Atocha, Alicante, Murcia und Barcelona-França.

### Cercanias Valencia
Valencia Norte wird von fünf der sechs Linien der Vorortbahn Cercanías (Rodalies) bedient.

### Metro
Im Umfeld des Bahnhofs befinden sich mit Xàtiva, Bailén und Plaça d'Espanya drei Stationen der Metro Valencia, welche von den Linien 1, 3 und 5 bedient werden. Mit der Linie 1 können auch die beiden anderen Kopfbahnhöfe Valencias, Joaquín Sorolla und Sant-Isidre, umsteigefrei erreicht werden.

## Übergang zum BahnhofJoaquin Sorolla
800 Meter südlich der Estación del Norte befindet sich seit 2010 der Bahnhof Valencia Joaquin Sorolla für den hochwertigen Fernverkehr. Obwohl die zur Norte führenden Gleise an diesem vorbeiführen, besitzt der neue Bahnhof keine Durchgangsbahnsteige, so dass keine direkte Eisenbahnverbindung zwischen den beiden Bahnhöfen besteht. Der Übergang geschieht einerseits über einen ausgeschilderten Fußweg, anderseits mit der Metrolinie 1, die zwischen Jesús-Joaquin Sorollà und Plaça d'Espanya genutzt wird.